# ISO 3166-2:PY

Le Paraguay est un pays de l'Amérique du Sud.

ISO 3166-2:PY est l'entrée pour le Paraguay dans l'ISO 3166-2, qui fait partie du standard ISO 3166, publié par l'Organisation internationale de normalisation (ISO), et qui définit des codes pour les noms des principales administration territoriales (e.g. provinces ou États fédérés) pour tous les pays ayant un code ISO 3166-1.

## Départements et capitale (18)
Les noms des subdivisions sont listés selon l'usage de la norme ISO 3166-2, publiée par l'agence de maintenance de l'ISO 3166.
```
PY-16
 
Alto Paraguay

PY-10
 
Alto Paraná

PY-13
 
Amambay

PY-ASU
 
Asunción
, Capitale

PY-19
 
Caaguazú

PY-5
 
Caazapá

PY-14
 
Canindeyú

PY-11
 
Central

PY-1
 
Concepción

PY-3
 
Cordillera

PY-4
 
Guairá

PY-7
 
Itapúa

PY-8
 
Misiones

PY-9
 
Paraguarí

PY-15
 
Presidente Hayes

PY-2
 
San Pedro

PY-12
 
Ñeembucú
```

Historique des changements
- aucun